# Jerome Lettvin

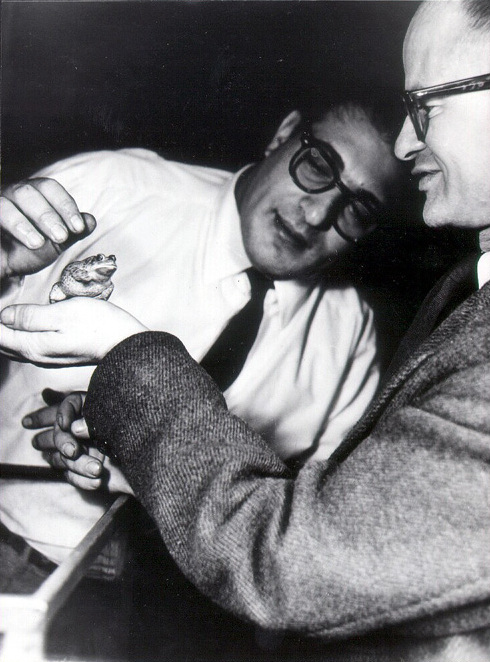
Lettvin (esquerda) com Walter Pitts

Jerome Ysroael Lettvin (23 de fevereiro de 1920 - 23 de abril de 2011), também conhecido como Jerry Lettvin, foi um cientista cognitivo americano e professor de Engenharia Elétrica e Bioengenharia e Fisiologia das Comunicações no Instituto de Tecnologia de Massachusetts (MIT). Ele é mais conhecido como o autor principal do artigo "What the Frog's Eye Tells the Frog's Brain" (1959), um dos artigos mais citados no Science Citation Index. Ele o escreveu junto com Humberto Maturana, Warren McCulloch e Walter Pitts, e no jornal eles deram um agradecimento especial e uma menção a Oliver Selfridge no MIT. Lettvin realizou estudos neurofisiológicos na medula espinhal, fez a primeira demonstração de "detectores de características" no sistema visual e estudou o processamento de informações nos ramos terminais de axônios individuais. Por volta de 1969, ele originou o termo "célula da avó" para ilustrar a inconsistência lógica do conceito.
Lettvin também foi autor de muitos artigos publicados sobre assuntos que variam de neurologia e fisiologia a filosofia e política. Entre suas muitas atividades no MIT, ele serviu como um dos primeiros diretores do Concourse Program e, junto com sua esposa Maggie, foi um chefe de família do dormitório Bexley.

## Juventude
Lettvin nasceu em 23 de fevereiro de 1920 em Chicago, o mais velho de quatro filhos (incluindo o pianista Theodore Lettvin) de Solomon e Fanny Lettvin, imigrantes judeus da Ucrânia. Depois de treinar como neurologista e psiquiatra na Universidade de Illinois (1943), ele praticou a medicina durante a Batalha de Bulge. Depois da guerra, ele continuou praticando neurologia e pesquisando sistemas nervosos, em parte no Boston City Hospital, e depois no MIT com Walter Pitts e Warren McCulloch sob supervisão de Norbert Wiener.

## Obra
Lettvin fez um estudo cuidadoso da obra de Leibniz, descobrindo que ele havia construído um computador mecânico no final do século XVII.
Lettvin também é conhecido por sua amizade com o cientista cognitivo e lógico Walter Pitts, um polímata que primeiro mostrou a relação entre a filosofia de Leibniz e a computação universal em "A Logical Calculus of Ideas Imanent in Nervous Activity", um artigo seminal de Pitts em co-autoria com Warren McCulloch.
Lettvin continuou a pesquisar as propriedades dos sistemas nervosos ao longo de sua vida, culminando em seu estudo da dinâmica iônica no citoesqueleto dos axônios.

## Política
Lettvin foi um firme defensor dos direitos individuais e da sociedade heterogênea. Seu pai alimentou essas idéias com as idéias do livro Mutualismo, de Piotr Kropotkin. Lettvin se tornou uma testemunha especialista em julgamentos nos Estados Unidos e em Israel, sempre em nome dos direitos individuais.
Durante as manifestações anti-guerra da década de 1960, Lettvin ajudou a negociar acordos entre a polícia e os manifestantes e, em 1968, ele participou da aquisição estudantil do MIT Student Center em apoio a um soldado AWOL. Ele deplorou a elaboração de leis baseadas em ciência falsa e estatísticas falsas, e a distorção de observações para obter vantagens políticas ou econômicas.
Quando a Academia Americana de Artes e Ciências retirou o prêmio da medalha anual Emerson-Thoreau de Ezra Pound por causa de seu apoio vocal ao fascismo italiano, Lettvin renunciou à Academia e escreveu em sua carta de renúncia: "Não é a arte que os preocupa mas política, não gosto, mas interesse pessoal, não excelência, mas propriedade. "

## Vida pessoal
Lettvin se casou com sua esposa, Maggie, em 1947. Eles tiveram três filhos: David, Ruth e Jonathan.